# Rudolf Buchała
Rudolf Bernard Buchała (ur. 29 października 1927 w Katowicach, zm. 27 grudnia 2010 w Chorzowie) – polski prawnik i niemcoznawca związany z Górnym Śląskiem, katolicki działacz społeczny, poseł na Sejm PRL VIII kadencji (1980–1985).

## Życiorys

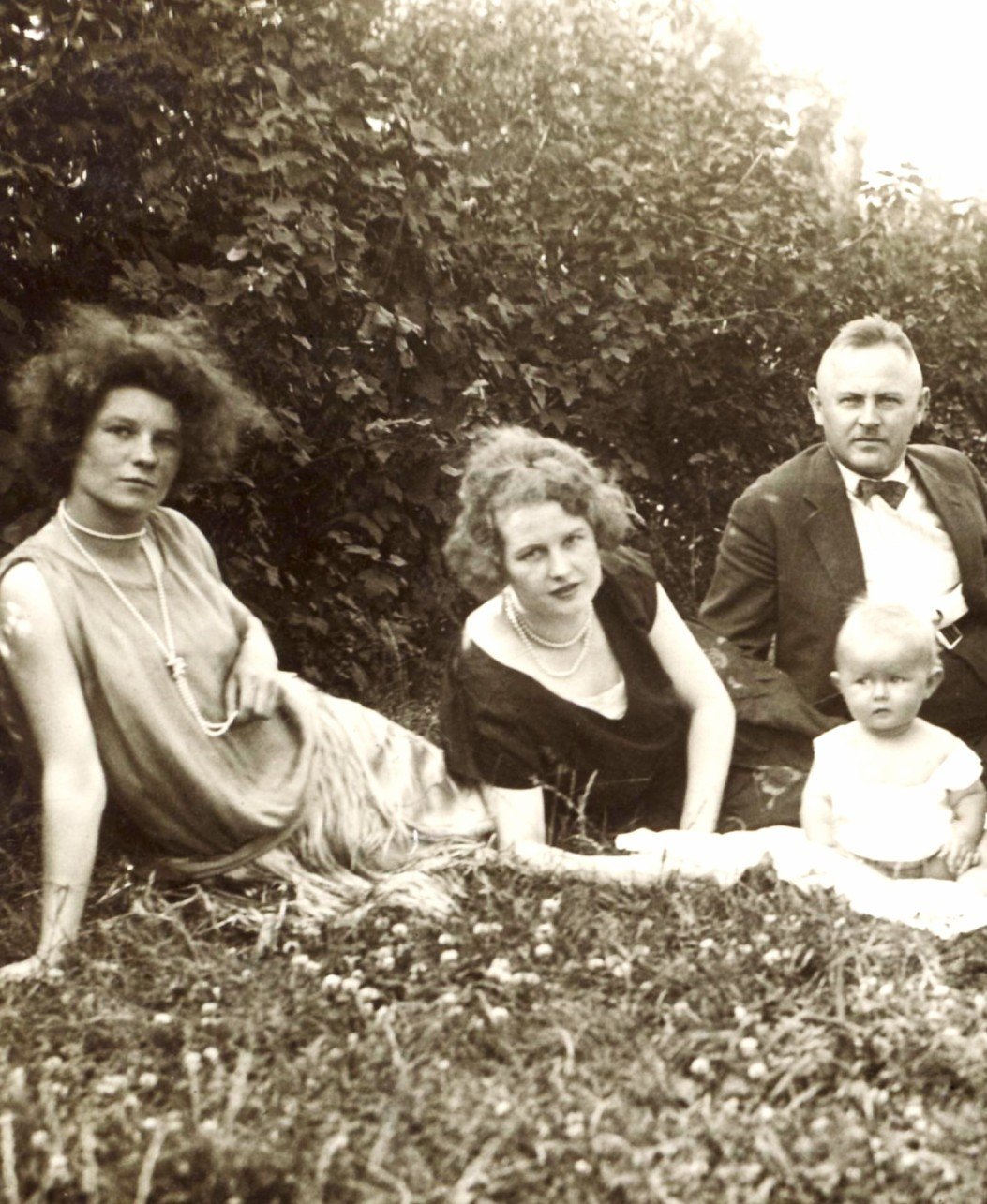
Od prawej Rudolf Buchała z rodzicami Edmundem i Agnieszką z domu Wąsik oraz jej siostrą Anastazją (Anetką) Wąsik - 1928

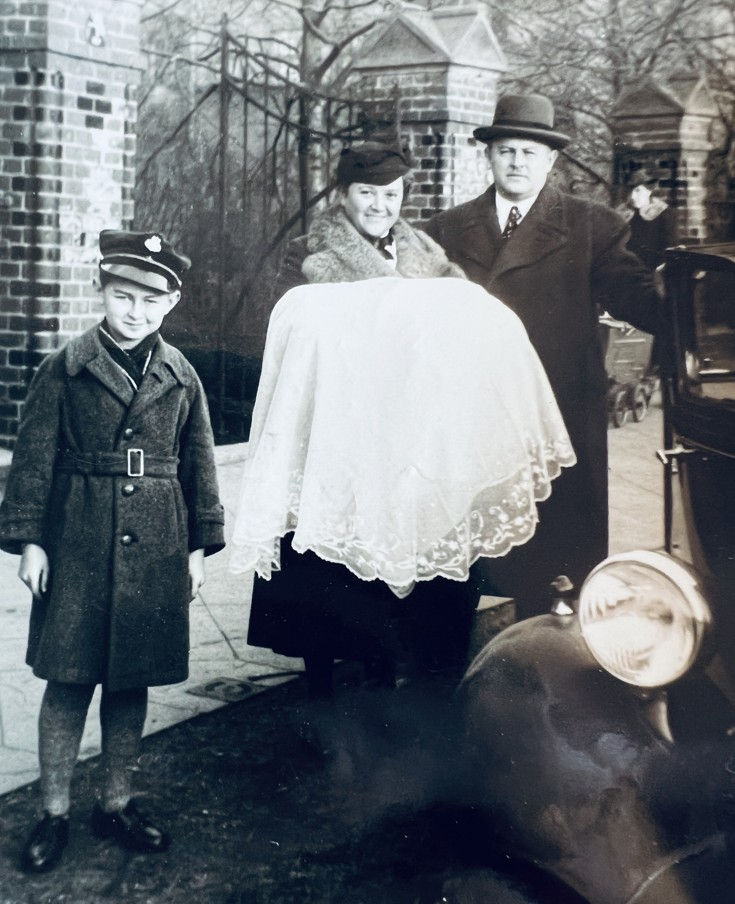
Rudolf Buchała z tatą Edmundem, na chrzcie kuzynki Teresy Piontek, której ojcem chrzestnym był Edmund Buchała, Katowice 1938

Był synem Edmunda i Agnieszki z domu Wąsik. Uczęszczał do Liceum św. Jacka, a potem do Liceum im. A. Mickiewicza w Katowicach. W 1951 ukończył prawo na Uniwersytecie Jagiellońskim. W roku akademickim 1952/1953 studiował również na Wydziale Filozofii Chrześcijańskiej na Katolickim Uniwersytecie Lubelskim. Doktorat na temat Zachodnioniemiecka doktryna „Recht auf die Heimat” a prawo międzynarodowe, napisany pod kierunkiem prof. dr. hab. Mariana Iwanejki, obronił na UJ w 1966. W 1982 na UJ uzyskał stopień doktora habilitowanego (rozprawa habilitacyjna pt. Watykan a Europa Środkowa – polityka wschodnia Stolicy Apostolskiej lat siedemdziesiątych została całkowicie skonfiskowana przez cenzurę PRL).
W latach 1951–1955 był członkiem Kierownictwa Politycznego Stowarzyszenia „Pax” i Kierownikiem Kadrowym Sekcji Młodych. Był też kierownikiem oddziałów dziennika „Słowo Powszechne” w Katowicach i w Lublinie oraz redaktorem naczelnym dodatku „Słowa Powszechnego” – „W Młodych Oczach". W 1955 jako jeden z ośmioosobowej grupy tzw. „Frondy” wraz z Tadeuszem Mazowieckim, Januszem Zabłockim i kilkoma innymi członkami kierownictwa odszedł z „Paxu” wskutek rozbieżności ideologicznych i konfliktu politycznego.
Był związany m.in. z Instytutem Śląskim w Opolu, a także Śląskim Instytutem Naukowym w Katowicach i Polskim Instytutem Spraw Międzynarodowych, gdzie publikował prace z tematyki niemieckiej (m.in. dotyczące problemu wypędzonych). Działał w Stowarzyszeniu „PAX” (od 1951 do 1955), a następnie Polskim Związku Katolicko-Społecznym. Współzałożyciel i członek Kolegium Redakcyjnego miesięcznika „Więź”, miesięcznika ODISS „Chrześcijanin w Świecie”, Katolickiego Tygodnika Społecznego „Ład” oraz dwutygodnika liberalno-konserwatywnego „Czas Górnośląski”. Współtworzył katowicki oddział Klubu Inteligencji Katolickiej.
W latach 1973–1981 uczestniczył w międzynarodowych spotkaniach pn. „Dialog i Współpraca” grupujących przedstawicieli zachodnioeuropejskich kół chrześcijańsko-demokratycznych i konserwatywnych oraz polskich ośrodków katolicko-społecznych. W latach 1973–1985 należał do Europejskiego Ekumenicznego Zespołu ds. Informacji i Komunikacji Społecznej, grupującego wydawców, publicystów i dziennikarzy chrześcijańskich ze Wschodu i Zachodu. Był członkiem Międzynarodowego Komitetu Wykonawczego.
W 1980 uzyskał mandat posła na Sejm PRL VIII kadencji w okręgu Dąbrowa Górnicza z ramienia Polskiego Związku Katolicko-Społecznego. Zasiadał w Komisjach: Komunikacji i Łączności, Nauki i Postępu Technicznego, Prac Ustawodawczych, Odpowiedzialności Konstytucyjnej, Handlu Zagranicznego (później: Współpracy Gospodarczej z Zagranicą i Gospodarki Morskiej), jak również Nadzwyczajnych do rozpatrzenia projektu ustawy o Radach Narodowych i Samorządzie Terytorialnym oraz projektu ustawy o Trybunale Konstytucyjnym.
Jako jeden z pięcioosobowego Koła Poselskiego PZKS, składającego się z posłów bezpartyjnych, nie głosował za usankcjonowaniem stanu wojennego wprowadzonego w Polsce w grudniu 1981. W głosowaniu nad rządowym wnioskiem o likwidację NSZZ „Solidarność” z października 1982 jako jeden z ośmiu posłów opowiedział się przeciwko. Był członkiem Rady Krajowej Patriotycznego Ruchu Odrodzenia Narodowego. Od 1988 do 1990 zasiadał w Wojewódzkiej Radzie Narodowej w Katowicach.
Według materiałów zgromadzonych w archiwum Instytutu Pamięci Narodowej był w latach 1986–1989 konsultantem Służby Bezpieczeństwa o pseudonimie „Poseł”, jednak nigdy nie został zwerbowany jako tajny współpracownik (TW).
W okresie III RP (wraz z Janem Krzysztofem Bieleckim, Donaldem Tuskiem i innymi) był współtwórcą Kongresu Liberalno-Demokratycznego. Wykładał na Uniwersytecie Ekonomicznym oraz w Wyższej Szkole Zarządzania Marketingowego i Języków Obcych w Katowicach.
Mieszkał w Chorzowie. Zmarł 27 grudnia 2010. Został pochowany 30 grudnia 2010 na cmentarzu przy ulicy Sienkiewicza w Katowicach.
Odznaczony Brązowym (1951) i Złotym Krzyżem Zasługi oraz Krzyżem Kawalerskim Orderu Odrodzenia Polski.

## Wybrane publikacje
- Doktryna przeciw prawu czyli Recht auf die Heimat, „Książka i Wiedza”, Warszawa 1967
- Polityka obronna państw trwale neutralnych: przykład Austrii (współautorzy: Dariusz Leszczyński, Krystyna Nonckiewicz-Durczak), Polski Instytut Spraw Międzynarodowych, Warszawa 1987
- Polska – NRD – NRF – Watykan a status quo w Europie Środkowej: zarys problemu, Śląski Instytut Naukowy, Katowice 1972
- Tendencje wielkoniemieckie w Austrii, Instytut Śląski w Opolu, Opole 1967
- Spóźnieni...: sytuacja przesiedleńców górnośląskich w Niemieckiej Republice Federalnej, Śląski Instytut Naukowy. Komisja Niemcoznawcza, Wydawnictwo „Śląsk”, Katowice 1960